# Hibernians Football Club 2021-2022
Questa voce raccoglie le informazioni riguardanti l'Hibernians Football Club nelle competizioni ufficiali della stagione 2021-2022.

## Maglie e sponsor
| Casa | Trasferta |

Sponsor ufficiale: Bezzina

Fornitore tecnico: Joma

## Rosa

### Rosa 2021-2022
Aggiornata al 13 maggio 2022.
| N. |                    | Ruolo | Calciatore        |
| -- | ------------------ | ----- | ----------------- |
| 1  | Malta (bandiera)   | P     | Matthew Cremona   |
| 3  | Malta (bandiera)   | D     | Ferdinando Apap   |
| 4  | Brasile (bandiera) | D     | Leandro Almeida   |
| 5  | Malta (bandiera)   | D     | Matthew Ellul     |
| 6  | Brasile (bandiera) | D     | Sérgio Raphael    |
| 7  | Malta (bandiera)   | A     | Ayrton Attard     |
| 8  | Malta (bandiera)   | C     | Jake Grech        |
| 10 | Malta (bandiera)   | A     | Jurgen Degabriele |
| 11 | Malta (bandiera)   | C     | Bjorn Kristensen  |
| 12 | Malta (bandiera)   | C     | Dunstan Vella     |
| 13 | Malta (bandiera)   | D     | Zachary Grech     |
| 16 | Malta (bandiera)   | C     | Jeffries Cassar   |
| 17 | Albania (bandiera) | A     | Erjon Beu         |

| N. |                           | Ruolo | Calciatore          |
| -- | ------------------------- | ----- | ------------------- |
| 18 | Spagna (bandiera)         | A     | Thaylor Lubanzadio  |
| 19 | Malta (bandiera)          | D     | Joseph Zerafa       |
| 20 | Malta (bandiera)          | D     | Andrei Agius        |
| 22 | Spagna (bandiera)         | D     | Gabri Izquier       |
| 23 | Nigeria (bandiera)        | C     | Edafe Uzeh          |
| 24 | Guinea (bandiera)         | P     | Ibrahim Koné        |
| 30 | Spagna (bandiera)         | C     | Álvaro Muñiz        |
| 32 | Malta (bandiera)          | P     | Nicholas Vella      |
| 42 | Costa d'Avorio (bandiera) | C     | Ali Diakité         |
| 61 | Italia (bandiera)         | P     | Samuele Duzzi Nulli |
| 70 | Portogallo (bandiera)     | A     | Hugo Vieira         |
| 77 | Malta (bandiera)          | C     | Matthew Farrugia    |
| 88 | Francia (bandiera)        | A     | Wilfried Domoraud   |